# Papa's Got a Brand New Bag (álbum)
Papa's Got a Brand New Bag é o décimo primeiro álbum de estúdio do músico americano James Brown. O álbum foi lançado em 1965 pela  King Records.

## Faixas
| N.º | Título                               | Duração |  |
| 1.  | "Papa's Got a Brand New Bag (Pt. 1)" | 2:08    |  |
| 2.  | "Papa's Got a Brand New Bag (Pt. 2)" | 2:11    |  |
| 3.  | "Mashed Potatoes U.S.A."             | 2:47    |  |
| 4.  | "Cross Firing"                       | 2:28    |  |
| 5.  | "Love Don't Love Nobody"             | 2:08    |  |
| 6.  | "I Stay In the Chapel Every Night"   | 2:45    |  |
| 7.  | "And I Do Just What I Want"          | 2:29    |  |
| 8.  | "This Old Heart"                     | 2:21    |  |
| 9.  | "Baby You're Right"                  | 3:10    |  |
| 10. | "Have Mercy Baby"                    | 2:16    |  |
| 11. | "You Don't Have To Go"               | 2:49    |  |
| 12. | "Doin' the Limbo"                    | 2:31    |  |